# 神奈川中央交通伊勢原営業所

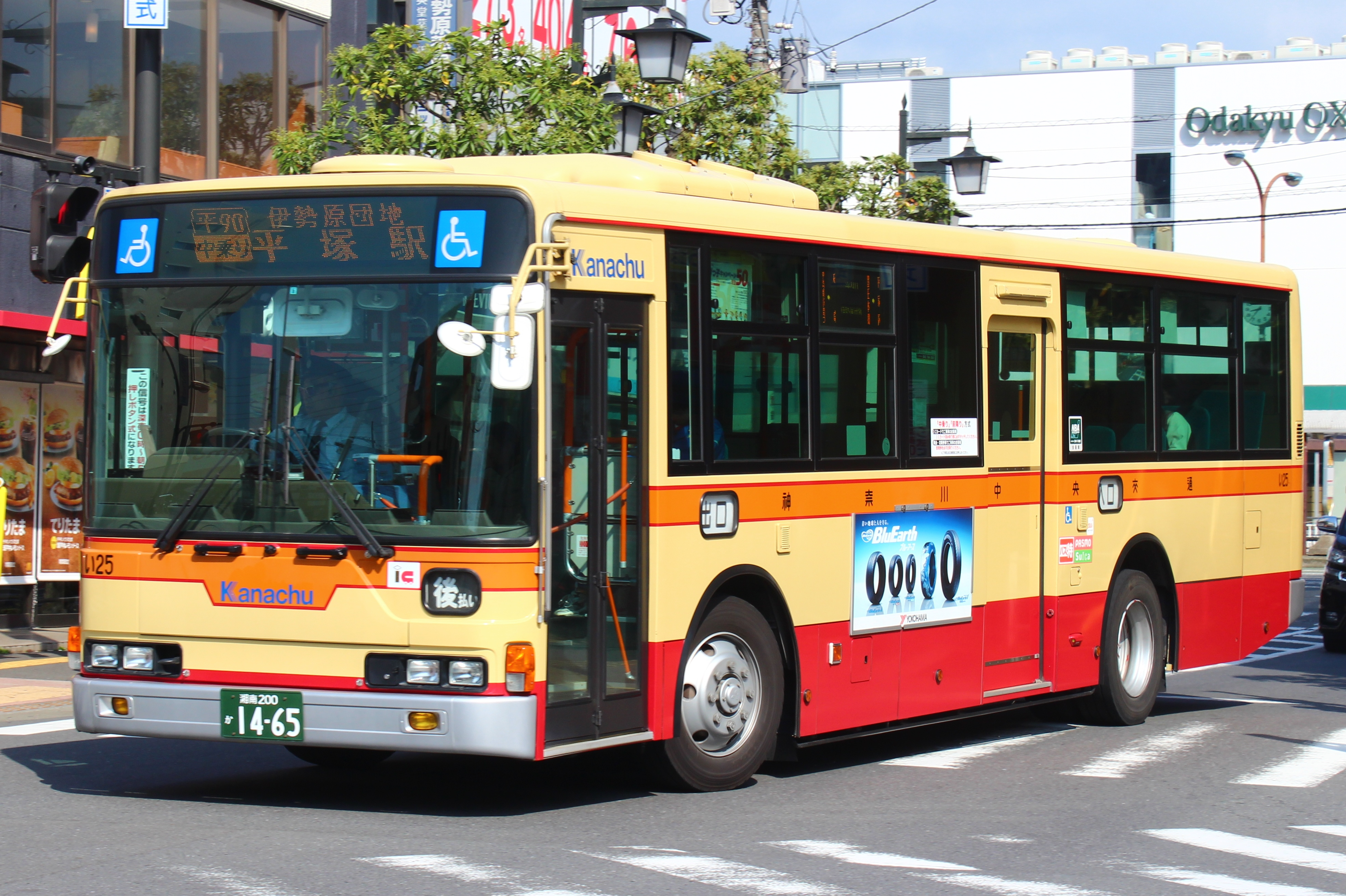
伊勢原営業所所属車両 (い25)

神奈川中央交通伊勢原営業所（かながわちゅうおうこうつういせはらえいぎょうしょ）は、神奈川県伊勢原市鈴川にある神奈川中央交通の営業所。営業所の略号は「い」を使用している。最寄り停留所名は「伊勢原車庫」。
2025年（令和7年）3月31日までは神奈川中央交通西に営業所の運行管理を全面委託していた。
伊勢原市を中心に、平塚市・厚木市・秦野市の一部を管轄する。

## 概要
| 中ドア乗車のエプロンを掲げていた頃 (い25) |  | 「中乗り」表示を併記していた行先表示 |
| 中ドア乗車のエプロンを掲げていた頃 (い25) |  | 「中乗り」表示を併記していた行先表示 |

大山の初詣輸送のため、毎年元日は特別ダイヤでの運行となる。伊10（伊勢原駅北口 - 大山ケーブル）は大増発され、大晦日から元旦にかけては終夜運転が行われるほか、それ以外の路線では元旦のみ運休する便が多数設定されている。
2006年3月27日より乗降方式の実証実験として、伊勢原営業所管内全域で中乗り前降り方式となり、所属車両全車の中扉にカードリーダーと整理券発行機が設置された。これにより他営業所との並行区間では乗降方式が異なっていたため、バスの前面に「中ドア乗車」のエプロンを掲げて運行していたが、同年12月3日よりLED表示に「中乗り」を併記する方法に変更された。その後、並行区間のある全ての営業所が中乗り前降り方式に変更されたため、現在はこの問題は解消された。
伊勢原営業所管内では2012年10月29日より、始発停留所を含む全ての乗車停留所で整理券を取るシステムへ変更された。

## 沿革
| 路線略図（左は1988年当時、右は2008年時点） |  | 路線略図（左は1988年当時、右は2008年時点） |
| 路線略図（左は1988年当時、右は2008年時点） |  |                                            |

- 1920年 - 伊勢原自働車運輸、平塚と伊勢原を結ぶ路線の運行を開始。
- 1928年 - 伊勢原自働車運輸、サンエキ自動車と合併し、伊勢原サンエキ自動車に改称。
- 1932年9月 - 伊勢原サンエキ自動車、伊勢原自動車に改称。
- 1944年6月16日 - 伊勢原自動車・東海道乗合自動車の合併により神奈川中央乗合自動車伊勢原営業所となる。
- 1951年 - 社名変更により神奈川中央交通伊勢原営業所となる。
- 1953年10月31日 - 貸切営業所を併設。
- 1962年9月25日 - 伊勢原市池端に整備工場が竣工。
- 1963年5月13日 - 伊勢原市池端に営業所社屋が完成、営業所を伊勢原駅前から移転。
- 1965年

2月1日 - 管内全路線で整理券方式によるワンマン運行開始。
7月10日 - 大山観光電鉄追分駅設置に伴い、大山駅・大山ケーブル駅間を延長。
- 1980年4月17日 - 営業所を伊勢原市鈴川に移転。旧営業所は操車所として使用されていたが、神奈中テニススクールとなる。
- 1987年

10月6日 - 愛甲石田駅バスターミナル完成により路線再編。厚45・愛19・平68以外の愛甲石田駅発着路線は、大半が伊勢原営業所担当となったため、一部車両が厚木営業所から転属。
10月19日 - 愛甲石田駅前サービスセンター開設。
10月20日 - 当営業所の車両15台にて、バスカードのテストを開始。
- 1988年5月9日 - 伊勢原営業所全域でバスカード利用開始。
- 1994年4月 - 神奈川県総合リハビリテーションセンターの協力により、愛11でリフトバスの運行を開始。
- 1995年10月12日 - 愛11に前扉に車椅子用リフトを設置した車両を導入。
- 1998年1月19日 - 管内全路線でバス共通カードに対応。
- 2005年2月1日 - GPSによるバスロケーションシステム（厚木市バス運行情報システム）の運用開始により、市内乗入れ車両にGPS車載機取付・方向幕LED化。
- 2006年3月27日 - 乗降方式の実証実験として、管内全域で中乗り前降り方式になる。
- 2008年 - 秦野営業所の運行管理が湘南神奈交バスへ全面委託化すること伴い、当営業所の操車所（伊勢原営業所秦野操車所）に組織変更。
- 2009年3月15日 - 管内全路線にてPASMO運用開始。
- 2016年8月16日 - 平塚営業所の運行管理が湘南神奈交バスへ全面委託化することに伴い、翌年1月の事業再編までの短期間、当営業所の操車所（伊勢原営業所平塚操車所）に組織変更。[要出典]
- 2017年1月1日 - 神奈川中央交通グループの乗合バス事業再編に伴い[3][4]、伊勢原営業所秦野操車所および伊勢原営業所平塚操車所がそれぞれ組織上の伊勢原営業所から分離独立し、神奈川中央交通西・秦野営業所と神奈川中央交通西・平塚営業所へ組織変更。
- 2019年4月1日 - 神奈川中央交通グループの乗合バス事業再編に伴い[5][6]、神奈川中央交通西・伊勢原営業所へ運行管理を全面委託[6]。

## 現行路線
国鉄時代には、当営業所管内路線で連絡運輸を取り扱っていた。路線名は「大山線」だが、これは平塚 - 豊田本郷 - 伊勢原 - 大山町間の路線名称で、平91・伊12が該当する。国鉄との接続駅は平塚駅だったが、現在も停留所名称で「豊田本郷駅」「大山駅」の名称が残っている。

### 平塚駅北口 - 伊勢原駅南口方面

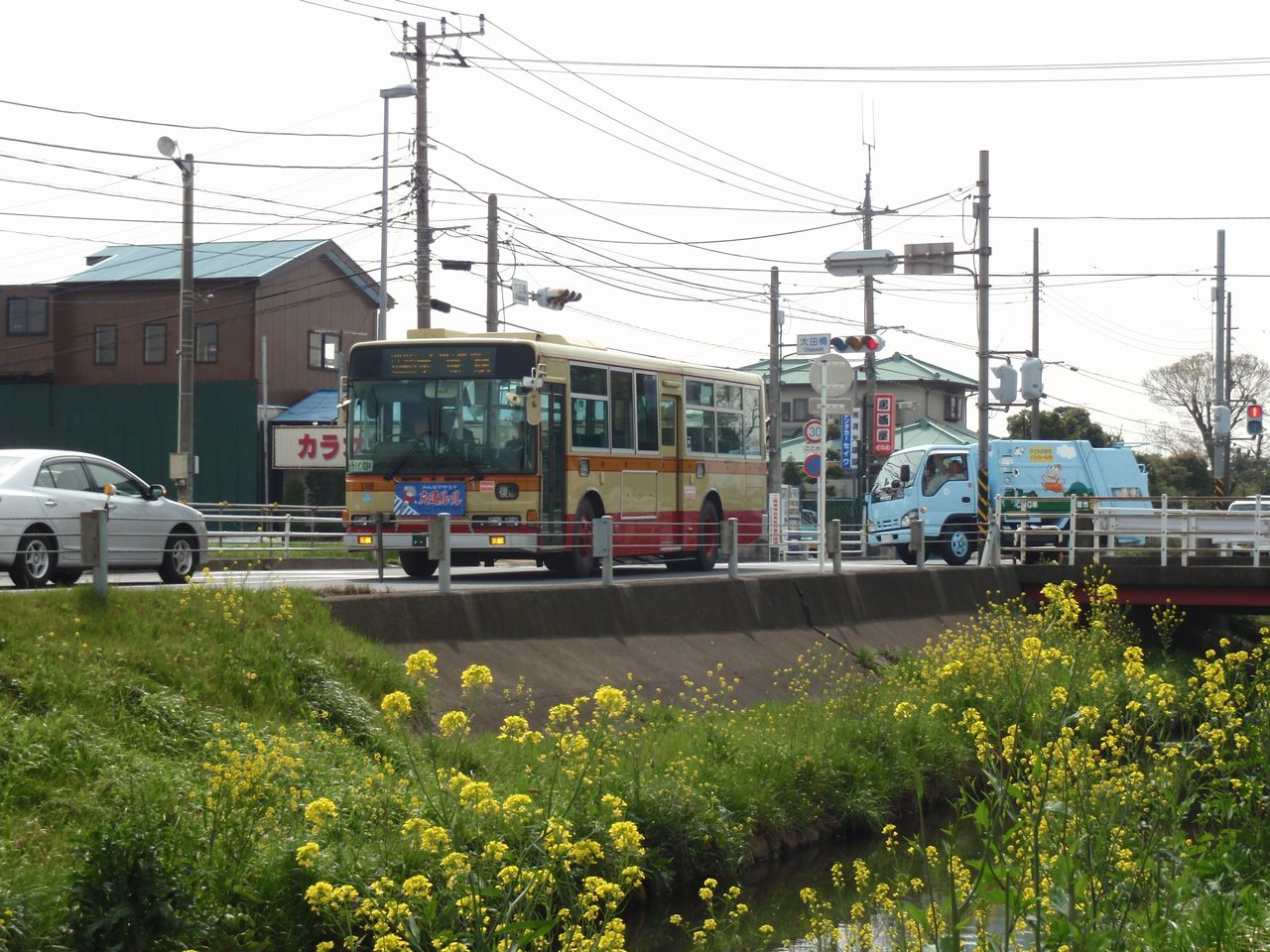
渋田川付近を走行する平86 (い18)

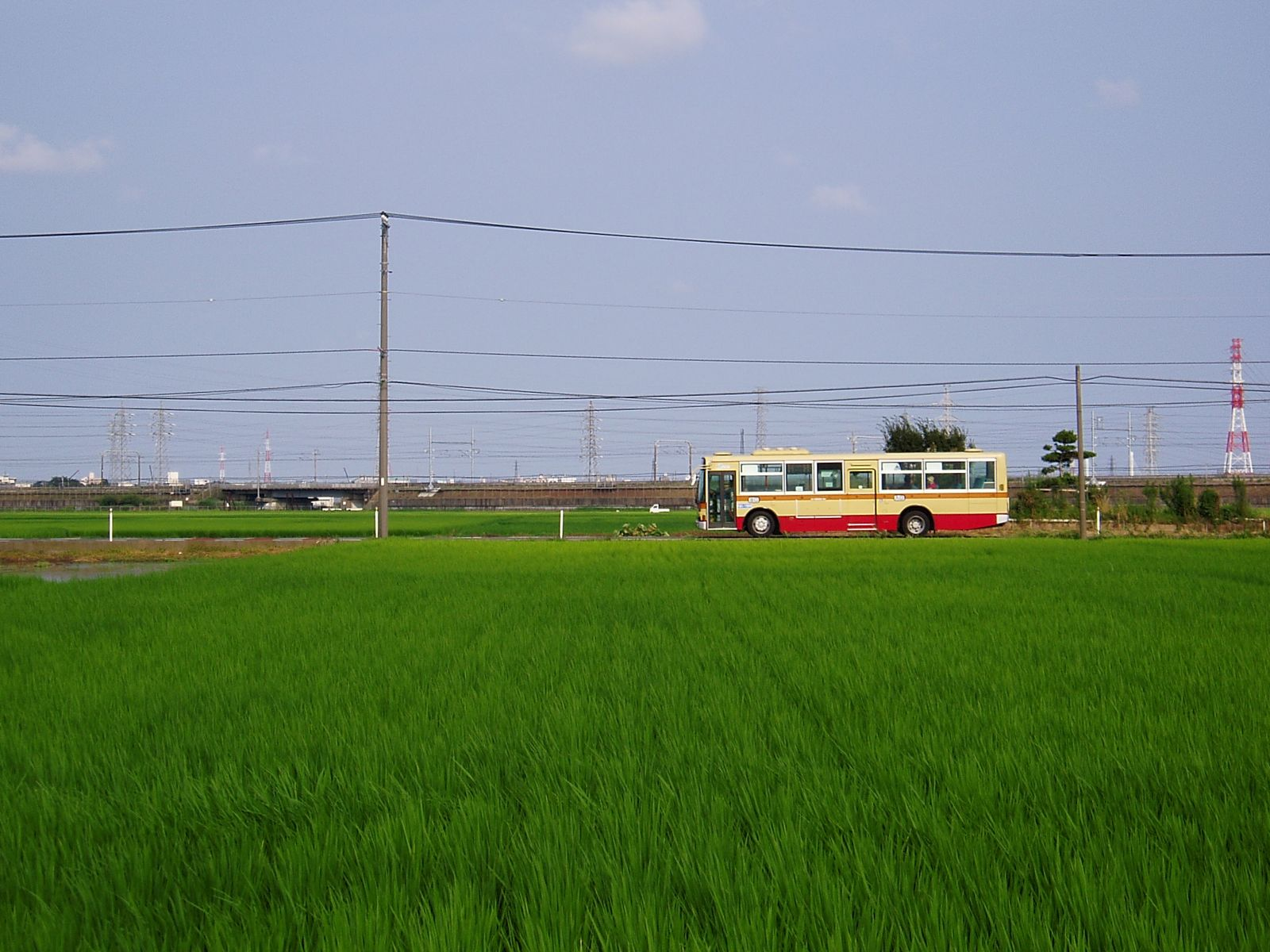
北豊田付近を走行する平88

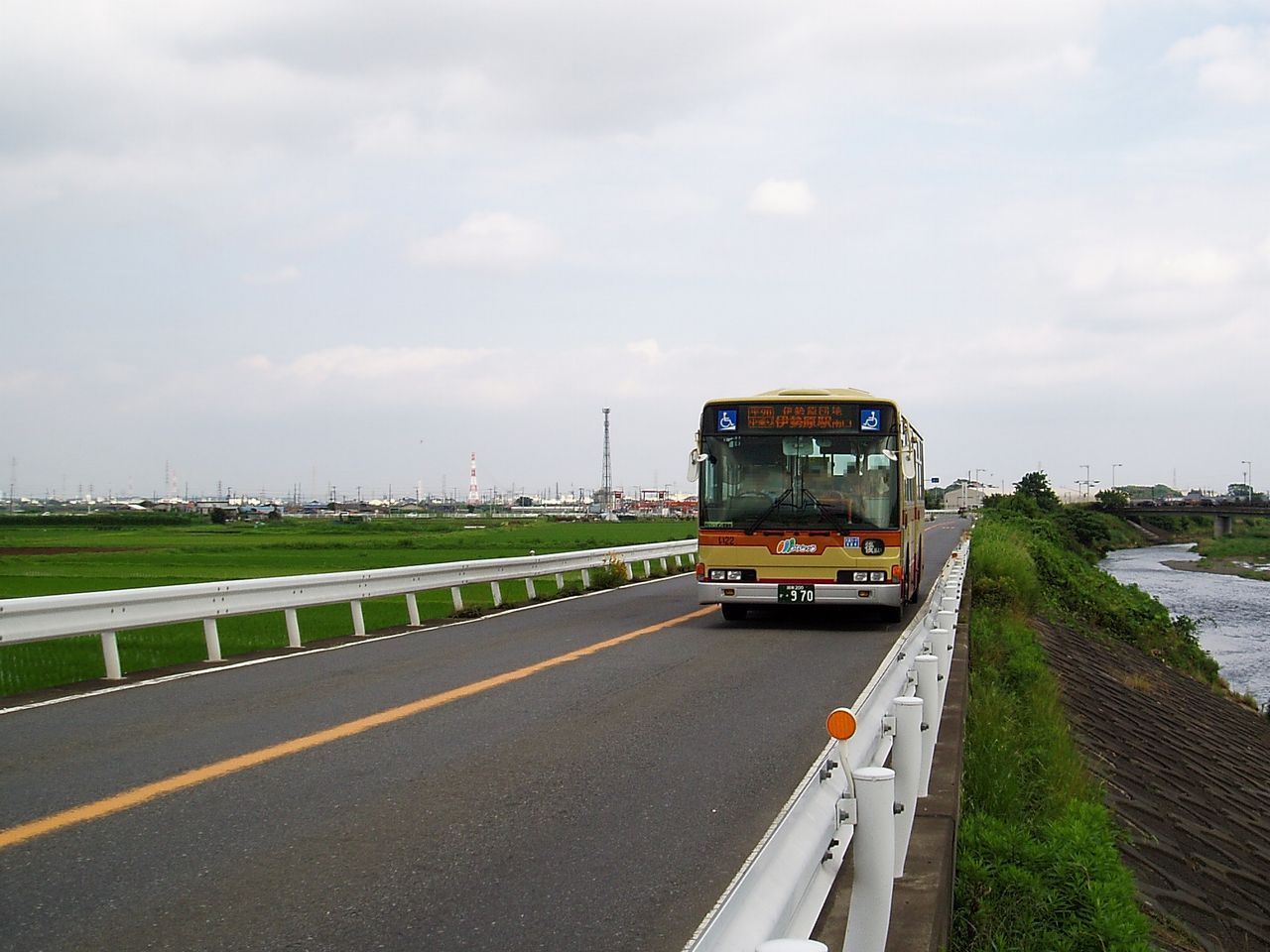
矢崎付近を走行する平90 (い22)

平塚駅と伊勢原駅南口を結ぶ路線は多岐に渡るため、経由地別に記す。【】は行先表示にて案内される経由地を示す。

#### 横内団地・つきみの団地経由
- 平86：平塚駅北口 - 明石町 - 総合公園 - 伊勢山 - 市場 - 横内団地 - 横内四ッ角 - 小稲葉 - つきみの団地 - 伊勢原駅南口【横内・大田経由】

#### 城島・八間通り経由
- 平88：平塚駅北口 - 八間通り - 平塚文化芸術ホール前 - 旭通り - 追分 - 中原公園前 - 豊田本郷駅 - 城島駐在所前 - 城島小学校前 - 大島入口 - 伊勢原駅南口【八間通り・城島経由】

#### 豊田本郷駅・伊勢原団地経由
- 平89：平塚駅北口 - 横浜ゴム前 - 追分 - 共済病院前総合公園西 - 中原御殿 - 豊田本郷駅 - 矢崎 - 大句 - 馬渡 - 伊勢原団地 - 伊勢原駅南口 - 下宿 - 行政センター - 東海大学病院 （土曜・休日運休）【伊勢原団地・伊勢原駅南口経由】
- 平90：平塚駅北口 - 横浜ゴム前 - 追分 - 共済病院前総合公園西 - 中原御殿 - 豊田本郷駅 - 矢崎 - 大句 - 馬渡 - 伊勢原団地 - 伊勢原駅南口【伊勢原団地経由】

#### 豊田本郷駅・下大竹経由
- 平91：平塚駅北口 - 横浜ゴム前 - 追分 - 共済病院前総合公園西 - 中原御殿 - 豊田本郷駅 - 矢崎 - 大句 - 馬渡 - 下大竹 - 伊勢原駅南口
- 平91：豊田本郷駅 → 矢崎 → 大句 → 馬渡 → 下大竹 → 伊勢原駅南口（土曜・休日運休）
- 平92：平塚駅北口 - 横浜ゴム前 - 追分 - 共済病院前総合公園西 - 新大縄橋 - 豊田本郷駅 - 矢崎 - 岡崎農協 - ふじみ野 - 御岳 - 下大竹 - 伊勢原駅南口【ふじみ野経由】
- 平93：平塚駅北口 - 横浜ゴム前 - 追分 - 共済病院前総合公園西 - 新大縄橋 - 豊田本郷駅 - 矢崎 - 岡崎農協 - ふじみ野 - 関台 - 伊勢原車庫【ふじみ野経由】
- 平94：平塚駅北口 - 横浜ゴム前 - 追分 - 共済病院前総合公園西 - 中原御殿 - 豊田本郷駅 - 大住中学校前 - 下大竹 - 伊勢原駅南口（土曜・休日運休）【大住中学校前経由】

#### 湘南車検場経由
- 平97：平塚駅北口 - 明石町 - 総合公園 - 湘南車検場 - 大島 - 平間 - 伊勢原駅南口【大島・平間経由】

#### その他の路線
- 平95：東橋 → 豊田本郷駅 → 中原御殿 → 共済病院前総合公園西 → 追分 → 横浜ゴム前 → 平塚駅北口（土曜・休日運休）
- 平96：平塚駅北口 → 横浜ゴム前 → 追分 → 共済病院前総合公園西 → 中原御殿 → 豊田本郷駅 → 矢崎（深夜バスの設定あり）（土曜・休日運休）
- 平99：平塚駅北口 → 明石町 → 平塚盲学校前 → 共済病院前総合公園西 → 追分 → 横浜ゴム前 → 平塚駅北口（土曜・休日運休）

東海道線平塚駅から小田急小田原線伊勢原駅へ向かう路線で、伊勢原営業所の最主力路線である。最も本数が多いのは平90で、1時間に3便が設定されている。反対に、最も本数が少ないのは湘南車検場経由の平97で、2時間に1便程度である。平89は伊勢原駅まで同一経路で走り、伊勢原駅から東海大学病院まで向かう通院路線であるが、平日のみ運行で平塚駅9時台と大学病院13時台の1往復に抑えられており、大多数が伊勢原駅折返しの伊06となっている。両駅を最短距離で結ぶのは平94だが、こちらは2017年3月のダイヤ改正で平日朝夕のみに減便されているほか、本線格として平91も設定されているが、平日朝夕と土休日早朝に1便が設定されているのみである。平97は平塚営業所が担当する平65（平塚駅 - 田村車庫）を河内経由で伊勢原駅まで延長したような路線であり、平間地区で独自経路を通る。
出入庫としては平93が設定されており、1時間1便の平92と竹園小学校入口まで同一経路で、そのまま直進して小田急線の線路を越え、伊勢原工業団地近くの伊勢原車庫へ向かう。
平95は平89 - 91の区間便で、平日早朝1便が設定されている。以前は平塚駅発も運行していたが廃止され、早朝の通勤客向けの路線として残されている。
平96は2021年2月22日に新設された深夜バスのみの区間便である。平95と同様平89 - 91の区間便で、当初は平塚駅発のみ平日深夜2便が設定されていたが、同年9月9日より平日深夜1便のみとなった。しかし2024年5月20日に増便された。
平99は2015年3月30日に新設された平塚盲学校を経由する循環路線で、平日4便のみ運行する。

### 伊勢原駅北口 - 大山方面

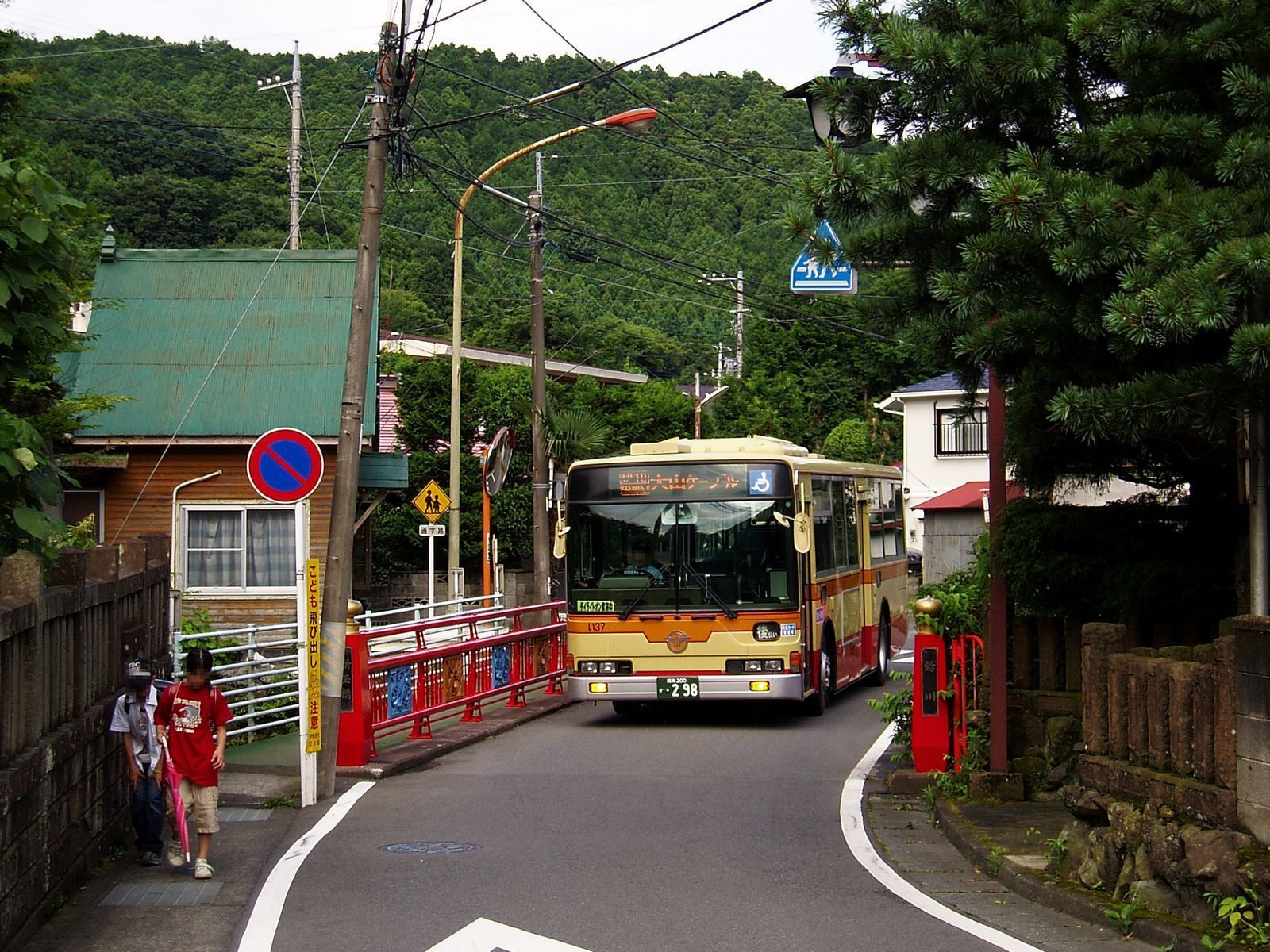
伊10 (い37)

- 伊10：伊勢原駅北口 - 片町 - 〆引 - 石倉橋 - 大山駅 - 大山ケーブル
- 伊11：伊勢原駅北口 -（直行）- 大山ケーブル（平日運休）
- 伊12：伊勢原駅北口 → 片町 → 〆引 → 石倉橋 → 大山駅
- 伊12：大山駅 → 石倉橋 → 〆引 → 片町 → 伊勢原駅北口（日曜・休日運休）
- 伊13：伊勢原駅北口 - 片町 - 〆引 - 石倉橋 - 産業能率大学
- 伊17：大山ケーブル → 大山駅 → 産業能率大学 → 石倉橋 → 〆引 → 片町 → 伊勢原駅北口（土曜・休日運休）

大山の多客期（正月三が日、紅葉シーズンなど）には臨時増発が運行される伊勢原営業所の主力路線群である。大山ケーブル停留所は名称の通り大山ケーブルカーへの最寄りとなるが、停留所と大山ケーブル駅の間は「こま参道」を介して徒歩15分ほどの距離がある（大山ケーブル駅付近には車道が通じていない）。
直行便の伊11は2016年3月26日に新設された系統で（それ以前は多客期のみの臨時便として運行）、伊勢原駅に停車する小田急ロマンスカーとの接続を図ったダイヤ設定となっている。多客期には混雑回避のため新道（県道611号大山バイパス）へ迂回する場合があったが、大山バイパスの全線開通に伴い、2022年5月16日より伊11は全便が新道経由での運行となった。また伊11では臨時便時代の2014年秋より、伊勢原市出身の落語家・金原亭小馬生による専用の車内自動放送を実施している。
伊13は産業能率大学への通学路線だが本数は多くなく、利用客の多い時間帯に伊10の補完として運行される。それ以外の時間帯で産業能率大学へ向かう場合は、伊10に乗車し、「石倉」停留所で下車することとなる。産業能率大学へは伊23も設定されているが、こちらも本数は僅少である。大山ケーブル19:30〜21:30発の便は伊10に代わって産業能率大学経由の伊17が運行される。
「〆引」停留所から東名高速の伊勢原バスストップ（東名伊勢原）へ乗り換えができる。

### 伊勢原駅北口 - 伊勢原車庫 - 栗原方面

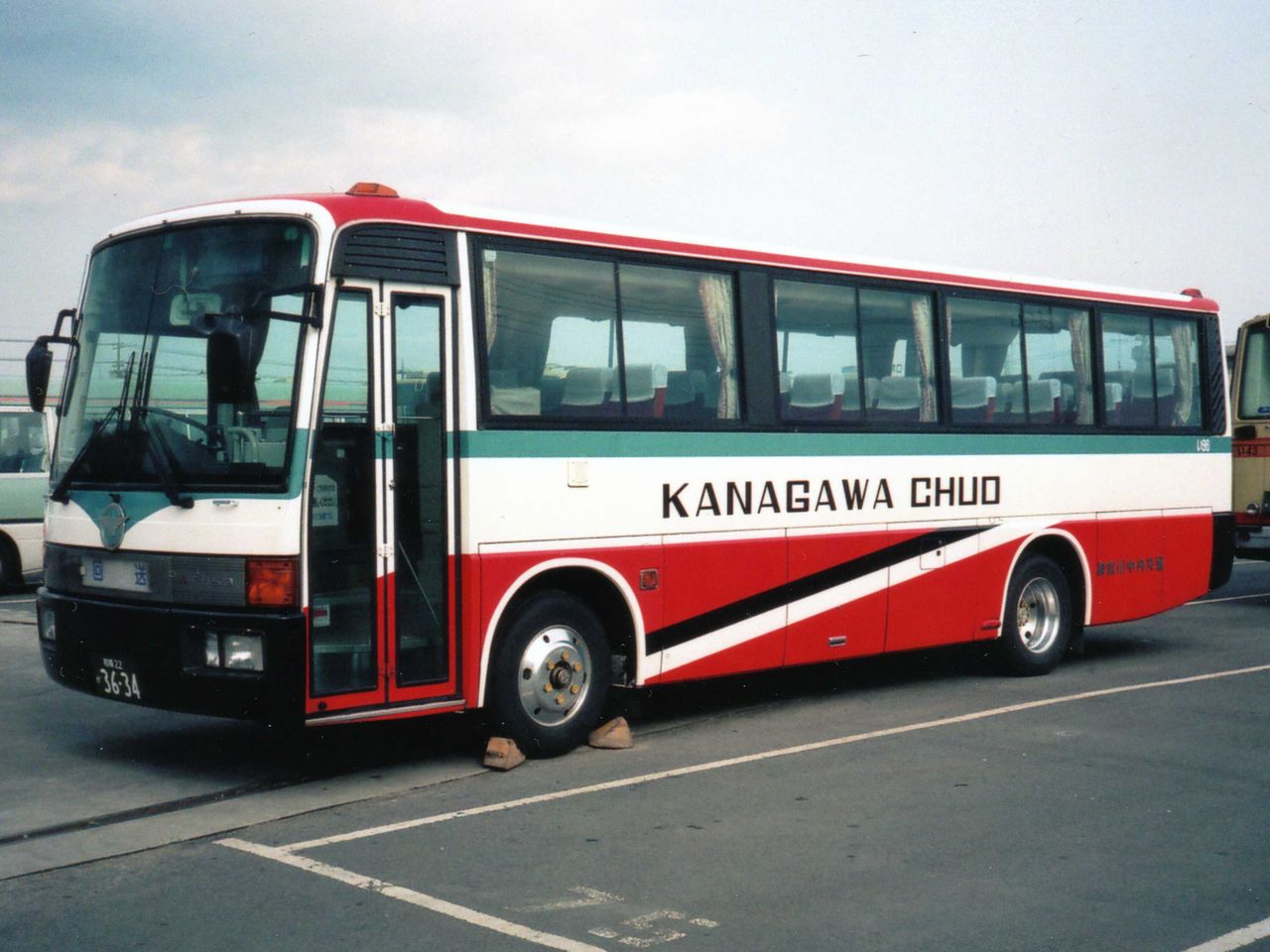
伊16で専属使用された観光用車両 (い96)

- 伊16：伊勢原駅北口 - 本町 - 関台 - 団地西 - 伊勢原車庫 - 原田 - 比々多神社 - 栗原
- 伊43：伊勢原駅北口 - 本町 - 関台 - 団地西 - 伊勢原車庫
- 伊44：伊勢原駅北口 - 本町 - 関台 - 団地西 - 市ノ坪 - 伊勢原車庫

国道246号の南側を通る工業団地経由の路線で、伊43・44の違いは市ノ坪の経由・非経由のみである。伊16は伊勢原車庫から先の栗原地区へ向かう路線で、栗原入口 - 栗原間が自由乗降区間である。かつて、比々多神社の初詣客対応で元日のみ増発便を運行していた。

### 伊勢原駅北口 - 日向薬師方面
- 伊20：伊勢原駅北口 - 片町 - 川上 - 専修大学入口 - 温泉入口 - 諏訪坂下 - 日向薬師
- 伊22：伊勢原駅北口 - 片町 - 〆引 - 道灌塚前 - 台久保 - 温泉入口 - 諏訪坂下 - 日向薬師
- 伊23：伊勢原駅北口 - 片町 - 川上 - 専修大学入口 - 温泉入口 - 産業能率大学
- 伊24：伊勢原駅北口 - 行政センター前 - 専修大学入口 - 温泉入口 - 日向薬師（土曜・休日運休）

中心路線は川上経由の伊20で、道灌塚前経由の伊22は一日僅か3便の設定である。伊23は温泉入口から分岐して産業能率大学へ向かう路線だが、遠回り経路である上にアクセスは伊10（伊勢原駅北口 - 大山ケーブル）の「石倉」停留所から徒歩によるものがメインとなっている。伊24は片町を経由せずに行政センターを経由するが1日2便の設定で、行政センターへは本数が非常に多い伊06（伊勢原駅南口 - 東海大学病院）が圧倒的に便利である。
専修大学入口から日向薬師までの区間は自由乗降区間となっているほか、「〆引」停留所から東名高速の伊勢原バスストップへ乗り換えが出来る。

### 伊勢原駅北口 - 神奈川リハビリ - 七沢方面

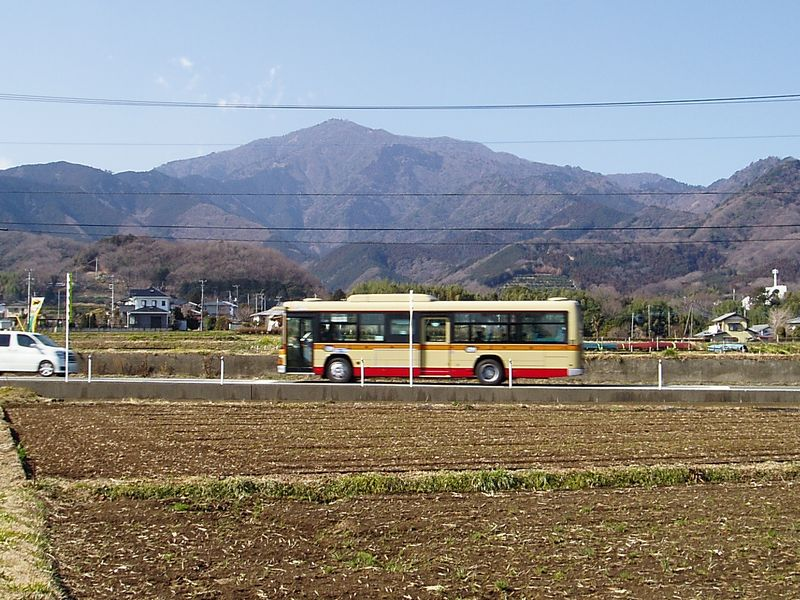
伊34 (い10)

- 伊31：伊勢原駅北口 - 専修大学入口 - 日向新田 - 神奈川リハビリ - 七沢温泉入口 - 広沢寺温泉入口 - 七沢
- 伊34：伊勢原駅北口 - 専修大学入口 - 総合運動公園 - 日向新田 - 神奈川リハビリ - 七沢温泉入口 - 広沢寺温泉入口 - 七沢
- 伊35：七沢 → 広沢寺温泉入口 → 七沢温泉入口 → 神奈川リハビリ → 日向新田 → 専修大学入口 → 行政センター前 → 伊勢原駅北口（土曜・休日運休）
- 伊36：伊勢原駅北口 - 行政センター前 - 専修大学入口 - 総合運動公園 - 日向新田 - 神奈川リハビリ - 七沢温泉入口 - 広沢寺温泉入口 - 七沢（土曜・休日運休）
- 伊37：伊勢原駅北口 - 専修大学入口 - 日向新田 - 神奈川リハビリ

伊勢原駅北口から神奈川リハビリテーション病院を経由して七沢まで至る中距離路線で、行政センター経由は2014年8月7日に新設された。平日・土曜のみ運行し、伊35は七沢発のみ早朝1便が運行される。伊36は総合運動公園発着だったものを七沢まで延伸したもので、伊36と伊31・34では伊勢原駅出発直後の経路が異なるため、乗車時は注意が必要である。伊37は2021年2月22日に新設された伊31の区間便で、平日は2便、土曜・休日は1便のみ運行される。
かつては七沢から先の清川村まで乗り入れていたが、乗客の減少によって七沢発着まで短縮されている。

### 伊勢原駅北口 - 殿村 - 毘沙門池 - 伊勢原車庫方面
- 伊41：伊勢原駅北口 - 中央公民館 - 八雲幼稚園 - 殿村 - 毘沙門池 - 石倉橋 - 三の宮 - 伊勢原車庫

2005年2月1日に伊14（伊勢原駅北口 - 片町 - 石倉橋 - 伊勢原車庫）の経路変更による代替として新設されたもので、伊勢原駅から県道61号を北上し、大山方面の道路と合流後の石倉橋から南下して伊勢原車庫へ至る独特の遠回り路線である。

### 伊勢原駅北口 - 白根 - 鶴巻温泉駅方面
- 伊54：伊勢原駅北口 - 大神宮前 - 白根 - 団地北 - 伊勢原車庫
- 伊58：伊勢原駅北口 - 大神宮前 - 白根 - 大住台 - 善波（土曜・休日運休）
- 伊59：伊勢原駅北口 - 大神宮前 - 白根 - 大住台 - 鶴巻温泉駅

伊勢原駅北口から国道246号を西に進む路線である。伊59は大住台を経て鶴巻温泉駅へ向かい、伊58は善波峠手前まで向かう。

### 伊勢原駅北口 - 愛甲石田駅方面
- 伊74：伊勢原駅北口 - 大神宮前 - 東海大学病院 - 高森団地入口 - 愛甲石田駅
- 伊76：伊勢原駅北口 - 電話局前 - 粕屋下宿 - 小金塚 - 愛甲石田駅

伊74は伊勢原駅北口から国道246号を東へ、伊76は国道246号の南の道路を通ってそれぞれ愛甲石田駅に向かう路線である。
2021年9月9日改正で伊74は平日40分間隔はそのままだが、土休日は毎時1本運行に削減され、伊76と交互発車となる時間帯もある。

### 伊勢原駅南口 - 伊勢原団地・みどりヶ丘方面
| 伊01 (い60) |  | 伊03 (い10) |
| 伊01 (い60) |  | 伊03 (い10) |

- 伊01：伊勢原駅南口 - 伊勢原団地 - 御岳 - 関台 - 団地西 - 伊勢原車庫
- 伊01：伊勢原駅南口 - 伊勢原団地 - 御岳 - 関台 - 市ノ坪 - 伊勢原車庫（土曜・休日運休）
- 伊03：伊勢原駅南口 → 下大竹 → 大句 → みどりヶ丘 → ふじみ野 → 関台 → 団地西 → 伊勢原車庫（土曜・休日運休）
- 伊18：伊勢原駅南口 - 下大竹 - 大句 - みどりヶ丘 - 片岡 - 湘南日向岡 - 大町 - 高村団地
- 伊19：伊勢原駅南口 - 下大竹 - 大句 - みどりヶ丘 - ふじみ野

伊勢原駅からみどりヶ丘・ふじみ野方面へ向かう路線で、一部区間は平89 - 94と並行している。伊01は日中から18時台までが市ノ坪経由、その他は団地西経由で運行される。伊03は以前は伊勢原車庫発も設定されていたが、2021年2月22日のダイヤ改正で伊勢原車庫方向のみ運行となった。伊18はみどりヶ丘より先、県道相模原大磯線を南下し、湘南日向岡を経て高村団地に向かう。

### 伊勢原駅南口 - 東海大学病院方面

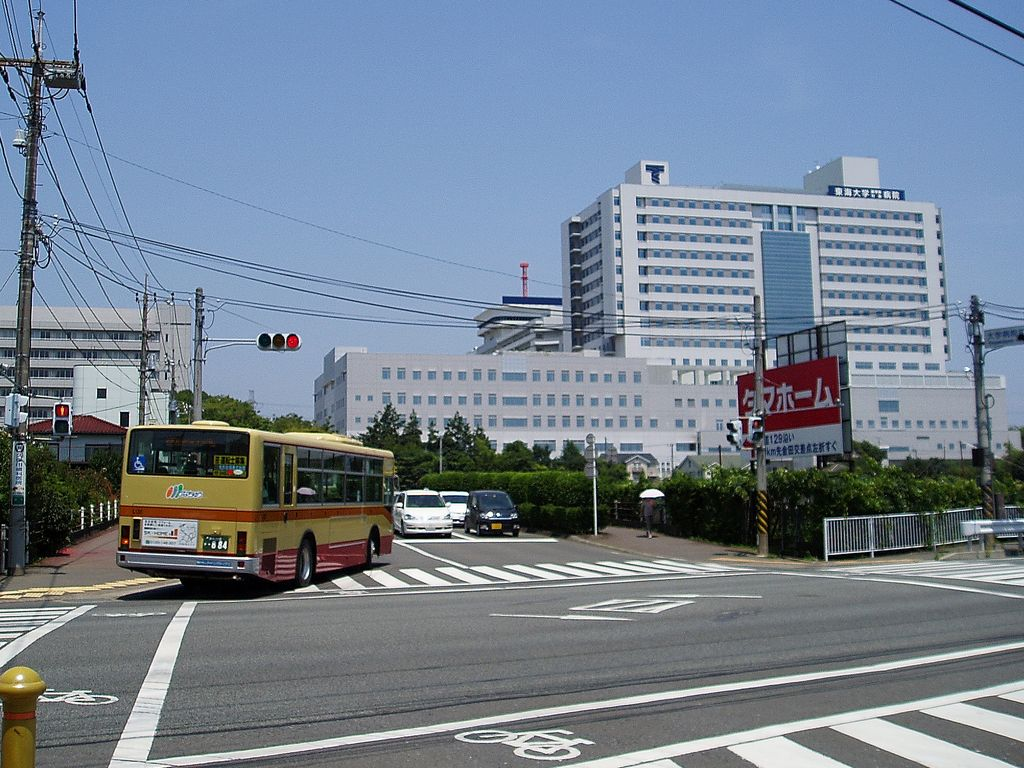
東海大学病院に到着目前の伊06 (い36)

- 伊06：伊勢原駅南口 - 下宿 - 行政センター - 東海大学病院

伊勢原駅と東海大学病院を結ぶ路線だが、全区間で重複する平89（平塚駅北口 - 伊勢原駅南口 - 東海大学病院）と同様に南口発着となっている。平塚駅からは平日1便のみが直通（午前が平塚駅発、午後が病院発）しており、残りは全て区間便である伊06で運行される。本数は平日の日中が特に多く、15分に1便が確保されている。

### 伊勢原駅南口 - つきみ野団地方面
- 伊80：伊勢原駅南口 - つきみ野団地 - 下小稲葉 - 下落合 - 愛甲石田駅
- 伊82：伊勢原駅南口 → つきみ野団地 → 下小稲葉 → 横内団地 → 坂口（土曜・休日運休）
- 伊82：坂口 → 横内団地 → 下小稲葉 → つきみ野団地 → 伊勢原駅南口
- 伊84：伊勢原駅南口 → つきみ野団地 → 下谷中央（平日運休）

いずれも伊勢原駅南口 - 大田小学校前までが同一経路で、平86・88とも同一である。伊80・82・83が平86・88を補完する形で運行しており、伊80は同じく並行する平塚営業所の平68（平塚駅北口 - 愛甲石田駅）と合わせて1時間1便が確保されている。反対に、伊82は平86、伊84は平88の区間便だが本数が非常に少ない。

### 愛甲石田駅 - 小野橋 - 森の里方面
| 現在の愛11 (い88) |  | 愛11専属だった初代リフトバス (い110) |
| 現在の愛11 (い88) |  | 愛11専属だった初代リフトバス (い110) |

- 愛11：愛甲石田駅 - 宮前 - 愛甲原住宅 - 愛名入口 - 小野橋 - 神奈川リハビリ - 七沢病院
- 愛12：愛甲石田駅 → 宮前 → 愛甲原住宅 → 愛名入口 → 小野橋 → 神奈川リハビリ
- 愛12：神奈川リハビリ → 小野橋 → 愛名入口 → 愛甲原住宅 → 宮前 → 愛甲石田駅（土曜・休日運休）
- 愛15：愛甲石田駅 - 宮前 - 愛甲原住宅 - 愛名入口 - 小野橋 - 若宮橋 - 森の里中学校 - 森の里
- 愛16：愛甲石田駅 - 宮前 - 愛甲郵便局 - 広町橋 - 小野橋 - 若宮橋 - 森の里センター - 厚木西高校 - 森の里
- 愛17：愛甲石田駅 - 宮前 - 愛甲郵便局 - 広町橋 - 小野橋 - 若宮橋 - 通信研究所 - 日産先進技術開発センター - 厚木西高校 - 森の里
- 愛18：愛甲石田駅 - 宮前 - 愛甲郵便局 - 広町橋 - 小野橋 - 若宮橋 - 通信研究所 - 松蔭大学
- 愛19：愛甲石田駅 - 宮前 - 愛甲郵便局 - 広町橋 - 小野橋 - 若宮橋 - 通信研究所 - 日産先進技術開発センター（土曜・休日運休）
- 愛21：愛甲石田駅 - 宮前 - 愛甲郵便局 - 広町橋 - 小野橋 - 若宮橋 - 通信研究所 - 松蔭大学 - 日産先進技術開発センター（土曜・休日運休）

愛甲石田駅から森の里方面へ向かう路線群で、愛17のみ2017年3月16日に厚木営業所へ移管されたが、同年12月16日に伊勢原へ再移管されている。神奈中で初の車椅子リフトを装備したバスが伊勢原に配置されており、愛11（愛甲石田駅 - 神奈川リハビリ - 七沢病院）限定で使用されていたが、2008年に廃車された。
愛11・12は神奈川リハビリを通る路線で、愛12は2021年2月22日に新設された区間便で、当初は神奈川リハビリ方向のみの運行だったが、2024年5月20日のダイヤ改正で平日のみ愛甲石田駅方向が新設された。
愛17・19は日産先進技術開発センターへの通勤路線で、土曜・休日は運行されない。

### 愛甲石田駅 - 柳町 - 毛利台団地方面
- 愛20：愛甲石田駅 - 船子 - 柳町 - 上長谷 - 愛名入口 - 毛利台団地

愛甲石田駅を出発後、国道246号を森の里入口交差点まで走る唯一の路線だが、毛利台団地へは厚木バスセンター発の方が本数が多い。

### 愛甲石田駅 - 東成瀬循環
- 愛30：愛甲石田駅南口 → 成瀬コミュニティセンター → リバティタウン伊勢原 → 愛甲石田駅南口

2023年4月1日に平塚営業所から移管された。

### 愛甲石田駅 - 歌川循環
- 愛31：愛甲石田駅南口 → 石田 → 歌川一丁目 → 歌川産業スクエア → 石田 → 愛甲石田駅南口（土曜・休日運休）

2016年9月12日に新設された路線で、愛甲石田駅から南下して小田原厚木道路の南側の歌川地区を反時計回りに循環運行する。2017年9月1日より土曜・休日の運行が廃止された。

### 鶴巻温泉駅 - 伊勢原車庫・東海大学方面

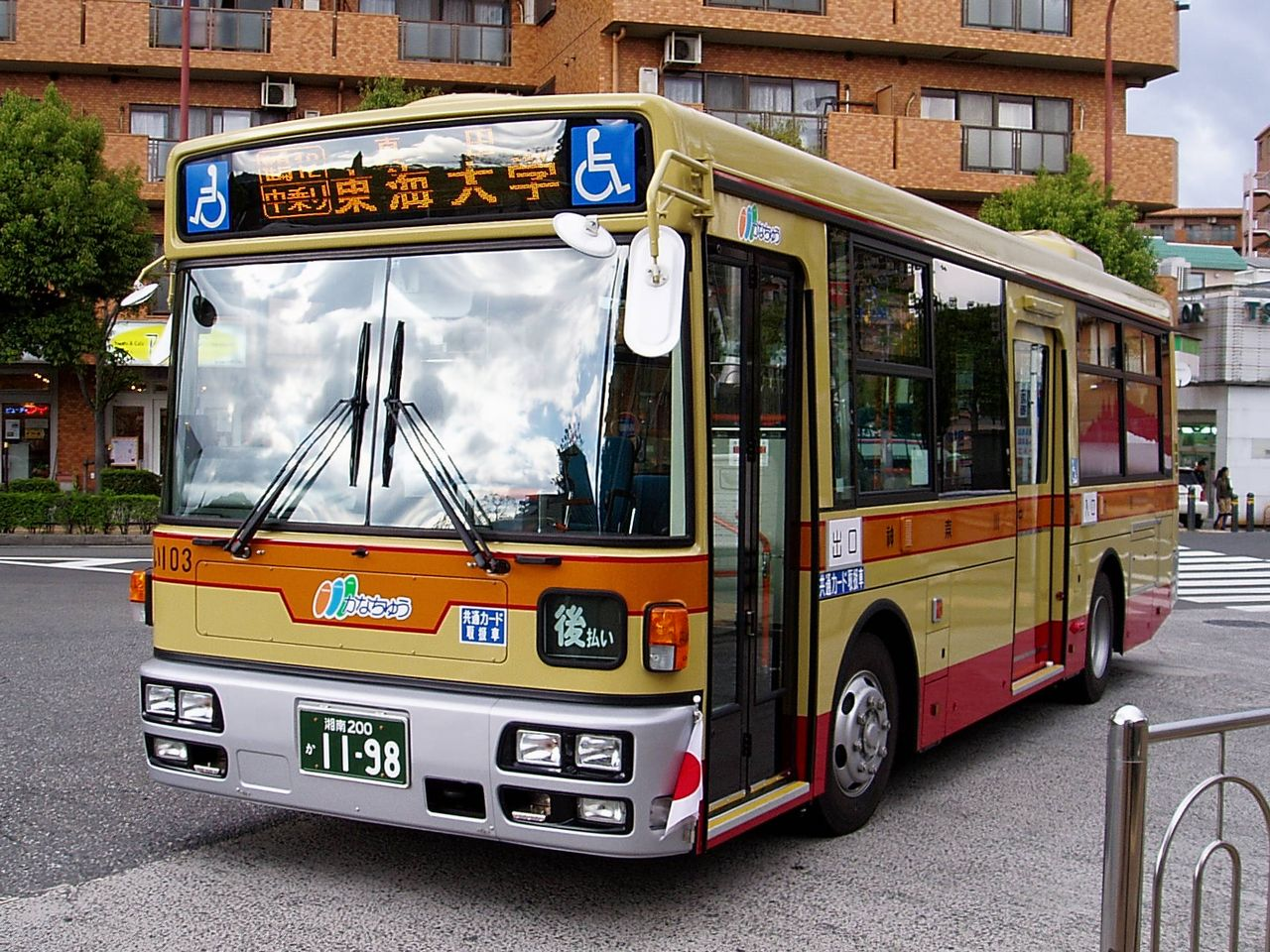
鶴12（現：巻12） (い103)

- 巻11：鶴巻温泉駅 - 笠窪 - 串橋下 - 伊勢原車庫
- 巻12：鶴巻温泉駅南口 - 真田神社前 - 北金目入口 - 東海大学

2018年8月11日から鶴巻温泉駅南口ロータリー乗り入れ開始に伴い、鶴巻温泉駅 - 伊勢原車庫は従来通り北口発着、鶴巻温泉駅 - 東海大学のみ南口発着へ変更すると同時に、系統番号が鶴11・鶴12から巻11・巻12へ変更された。

### 大山ケーブル → 鶴巻温泉駅方面
- 巻03（急行）：大山ケーブル → 良弁滝 → あたご滝 → 社務局入口 → 大山駅 → 三の宮 → 鶴巻温泉駅（記載停留所のみ停車、特定日のみ運行）

2017年11月3日から2018年2月4日までの土曜・休日のみ、秦野営業所による実証運行が鶴巻温泉駅・大山ケーブル発の両方で開始され、2018年10月27日から同年12月2日までの土曜・休日に、2回目の実証運行が大山ケーブル発のみで実施された。この結果を踏まえ、2019年秋から土曜・休日限定で大山ケーブル発の本格運行が伊勢原営業所の担当で開始されたものである。

### 平塚競技場直行路線
- 無番：伊勢原駅南口 -（直行）- 平塚競技場（Jリーグ開催日のみ運行）

湘南ベルマーレ主催試合が開催される当日に限り、試合開始前に伊勢原駅発、試合終了後に競技場発が2便ずつ運行される。

### 大山シャトルバス
- 無番：大山ケーブル -（直行） -  臨時駐車場（大山小学校前）

大山紅葉シーズン中と毎年三が日のみ運行される臨時系統。時刻表は神奈中のホームページにて確認できる。雨天時は、臨時駐車場（大山小学校グランド）の状況により運休となる場合がある。また、大山紅葉ライトアップ期間は運行時刻が異なる。

## 廃止・移管路線

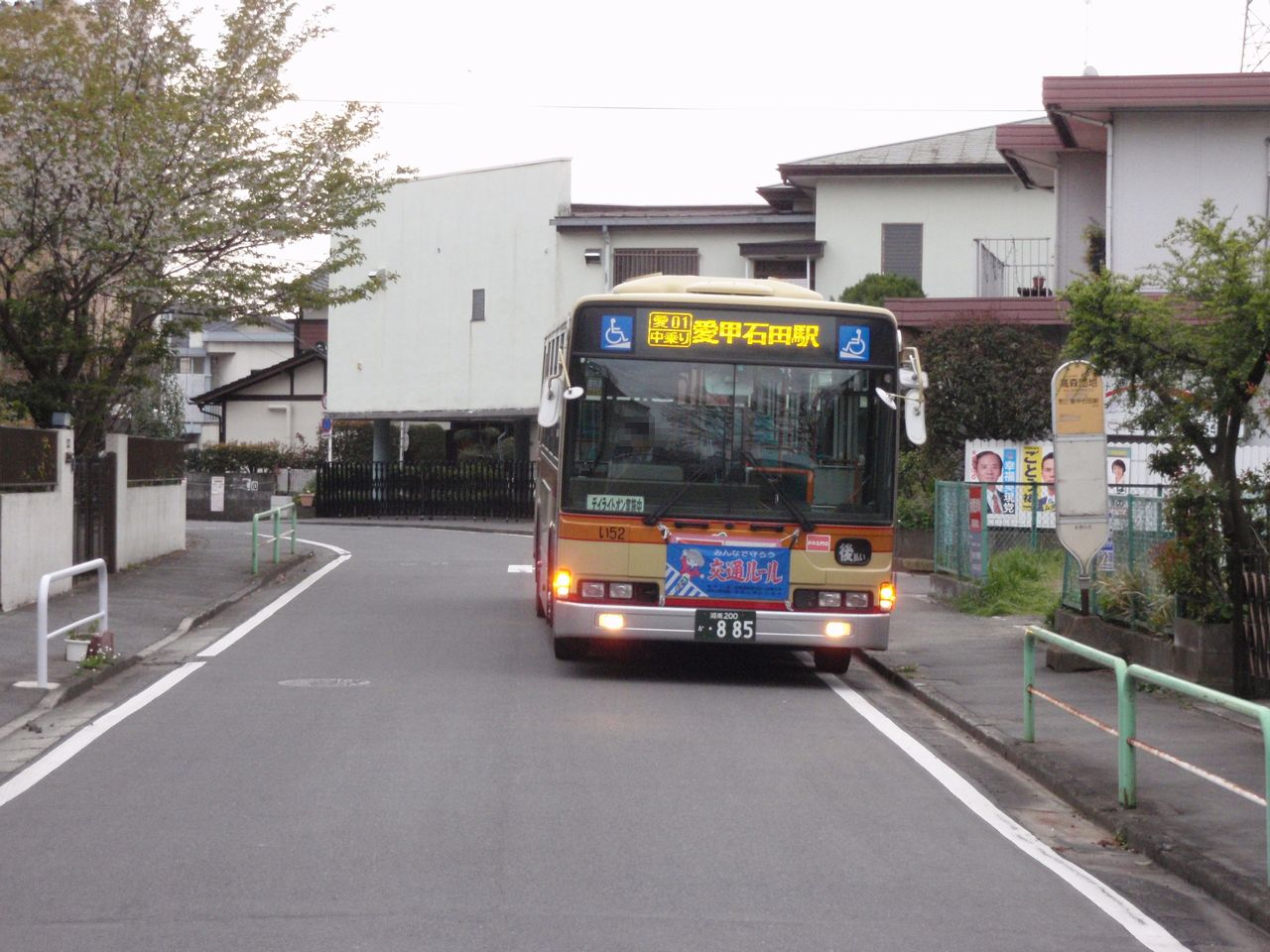
廃止直前の愛01 (い52)

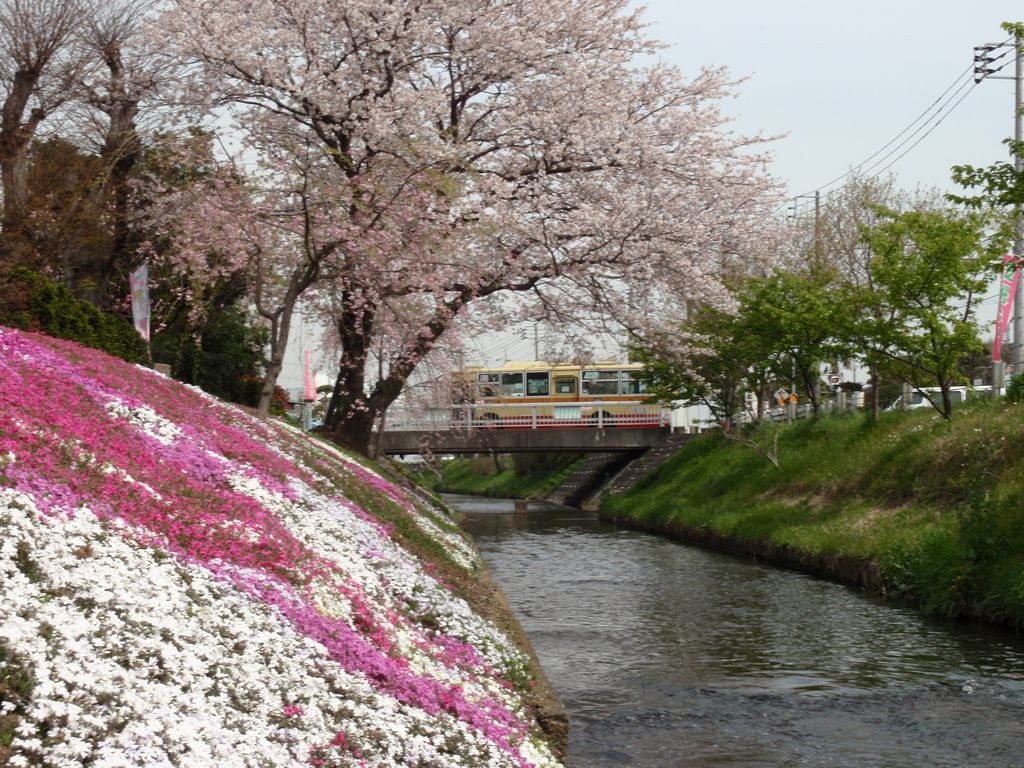
伊81と同一経路を走る芝桜会場行き臨時便 (い104)

- 平81：平塚駅北口 → 八間通り → 追分 → 南原 → 諏訪神社 → 中原上宿 → 伊勢山 → 総合公園 → 平塚駅北口
- 平82：平塚駅北口 → 総合公園 → 伊勢山 → 中原上宿 → 諏訪神社 → 南原 → 追分 → 八間通り → 平塚駅北口
- 平87：平塚駅北口 - 八間通り - 追分 - 新大縄橋 - 豊田本郷駅 - 城島小学校 - 上平間 - 伊勢原駅南口

現在でも多数の路線が存在する平塚駅と伊勢原駅を結ぶ路線で「平間経由」とされた系統だが、1994年に経路変更されて平97となった。
- 平90：平塚駅北口 → 横浜ゴム前 → 追分 → 中原御殿 → 豊田本郷駅 → 東橋 → 矢崎 → 大句 → 馬渡 → 団地南口 → 伊勢原駅南口（深夜バス）

2021年2月22日のダイヤ改正で深夜バスのみ廃止された。
- 平95（初代）：平塚駅北口 → 横浜ゴム → 追分 → 中原御殿 → 豊田本郷駅（土曜・休日運休）

2003年4月1日のダイヤ改正で廃止された。
- 伊01：伊勢原駅南口 → 団地下大竹 → 御岳 → 関台 → 団地西 → 伊勢原車庫（深夜バス）

2006年11月16日のダイヤ改正で深夜バスのみ廃止された。
- 伊02：伊勢原駅南口 → 下大竹 → 団地下大竹 → 伊勢原駅南口（伊勢原団地循環）

伊勢原団地を循環運行する路線だったが、2005年6月16日のダイヤ改正で廃止された。
- 伊03：伊勢原車庫 → 団地西 → 関台 → ふじみ野 → みどりヶ丘 → 大句 → 下大竹 → 伊勢原駅南口

2021年2月21日のダイヤ改正で伊勢原駅方向のみ廃止された。
- 伊05（初代）：伊勢原駅南口 → 伊勢原団地 → 御岳 → ふじみ野 → みどりヶ丘（深夜バス）
- 伊05（二代）：伊勢原駅南口 → 伊勢原団地 → 御岳 → ふじみ野（深夜バス）

2021年2月22日のダイヤ改正で初代のふじみ野 - みどりヶ丘間が短縮され、同年9月8日に二代目が廃止された。
- 伊09（急行）：伊勢原駅北口 → 市光前 → 大山ケーブル

2017年9月11日に市光前のみ停車する伊10・11の急行として新設された。大山ケーブル行きのみ運行されたが、僅か半年後の2018年3月17日付で廃止された（最終運行日は前日の3月16日）。
- 伊11（初代）：大山ケーブル → 行政センター → 伊勢原駅南口

大山ケーブルから行政センター経由で伊勢原駅へ向かった路線だが、1993年9月27日に廃止された。
- 伊14：伊勢原駅北口 - 片町 - 石倉橋 - 三の宮 - 伊勢原車庫

2005年2月1日のダイヤ改正で伊41（伊勢原駅 - 中央公民館 - 石倉橋 - 三の宮 - 伊勢原車庫）へ代替廃止された。
- 伊15（初代）：伊勢原駅北口 → 大神宮前 → 片町 → 市光工業

市光工業伊勢原製造所への通勤路線で休業日は全便運休だった。2011年1月17日に従来と異なる新しい正門（東門）の開設と同時に各停便が東門終着へ延伸され、市光工業方向が急行便となった。
- 伊15（急行）（二代）：伊勢原駅北口 →（直行）→ 市光工業正門 → 市光工業東門
- 伊15（二代）：市光工業正門 → 市光工業東門 → 片町 → 伊勢原駅北口

早朝は市光工業方向が途中無停車の急行運転で運行され、夕方以降は伊勢原駅方向が各停での運行となった。2022年5月16日のダイヤ改正で廃止された。
- 伊16（初代）：伊勢原駅北口 - 石倉橋 - 栗原

1992年頃に現行の関台経由へ経路変更された。
- 伊18（初代）：伊勢原駅南口 - 下大竹 - 御岳 - ふじみ野 - 片岡 - 大町 - 湘南日向岡 - 高村団地

1990年代中頃に現行のみどりヶ丘経由へ経路変更された。
- 伊21：日向薬師 → 川上 → 行政センター → 伊勢原駅南口

1993年9月27日のダイヤ改正で廃止された。
- 伊30：伊勢原駅北口 - 川上 - 専修大学入口 - 日向新田 - 神奈川リハビリ - 七沢温泉入口 - 広沢寺温泉入口 - 上谷戸 - 尾崎 - 上煤ヶ谷

2003年4月1日のダイヤ改正で廃止された。
- 伊32：上谷戸 → 神奈川リハビリ → 総合運動公園 → 専修大学入口 → 行政センター → 伊勢原駅南口

1993年9月27日のダイヤ改正で廃止された。
- 伊33：伊勢原駅北口 - 川上 - 専修大学入口 - 総合運動公園 - 日向新田 - 神奈川リハビリ - 七沢温泉入口 - 広沢寺温泉入口 - 上谷戸 - 尾崎 - 上煤ヶ谷
- 伊35（初代）：上谷戸 → 総合運動公園 → 行政センター → 伊勢原駅南口

上谷戸から神奈川リハビリ、専修大学入口を経由しない路線だったが1993年9月27日に廃止された。
- 伊36（初代）：伊勢原駅北口 - 川上 - 専修大学入口 - 総合運動公園（平日・土曜運休）

2002年10月16日のダイヤ改正で七沢まで延伸された。
- 伊45：伊勢原駅北口 → 関台 → 団地西 → 伊勢原車庫 → 白根 → 大神宮 → 伊勢原駅北口（休日運休）
- 伊46：伊勢原駅北口 → 大神宮 → 白根 → 伊勢原車庫 → 団地西 → 関台 → 伊勢原駅北口

伊勢原駅北口から北西部を循環運行する路線で、両周りが設定されていたが本数は非常に少なく、2003年4月1日に両系統とも廃止された。
- 伊51：伊勢原駅南口 - 行政センター - 白根 - 市ノ坪 - 団地東 - 伊勢原車庫（平日・土曜運休）
- 伊52：伊勢原車庫 → 白根公民館 → 白根 → 行政センター → 伊勢原駅南口

伊51は伊勢原駅南口から行政センター経由で伊勢原車庫へ向かう出入庫路線で、出庫の一部便は白根公民館経由の伊52として運行していた。1990年代にはどちらも廃止され、白根 - 市ノ坪間を直接結ぶ路線も2021年現在設定されていない。
- 伊53：伊勢原駅北口 - 市ノ坪 - 団地南 - 伊勢原車庫
- 伊55：伊勢原駅北口 - 白根 - 鶴巻温泉駅

現在は伊59（伊勢原駅北口 - 大住台 - 鶴巻温泉駅）が運行されている。
- 伊56（初代）：伊勢原駅北口 - 大神宮 - 白根 - 鶴巻温泉駅 - 下大槻団地
- 伊56（二代）：伊勢原駅北口 - 大神宮 - 白根 - 大住台 - 鶴巻温泉駅 - 東海大学北門 - 下大槻団地

時期不明だが大住台経由へ経路変更され、2008年9月22日のダイヤ改正で二代目が廃止された。
- 伊57（初代）：下大槻団地 → 鶴巻温泉駅 → 白根 → 行政センター前 → 伊勢原駅南口
- 伊57（二代）：下大槻団地 → 大住台 → 鶴巻温泉駅 → 白根 → 行政センター → 伊勢原駅南口

時期不明だが大住台経由へ経路変更され、伊56より早い1993年9月27日に廃止された。
- 伊71：伊勢原駅北口 - 電話局 - 粕屋下宿 - 小金塚 - 愛甲石田駅 - 船子 - 赤羽根入口 - 厚木市文化会館 - 厚木バスセンター（土曜・休日運休）
- 伊72（初代）：伊勢原駅北口 - 大神宮 - 東海大学病院 - 愛甲石田駅 - 宮前 - 愛甲原住宅 - 厚木バスセンター
- 伊72（二代）：伊勢原駅北口 - 大神宮 - 東海大学病院 - 高森団地入口 - 愛甲石田駅 - 船子 - 赤羽根入口 - 厚木市文化会館 - 厚木バスセンター
- 伊73：厚木バスセンター → 合同庁舎 → 赤羽根入口 → 船子 → 愛甲原住宅 → 鳴瀬 → 愛甲石田駅 → 高森団地入口 → 東海大学病院 → 伊勢原駅北口（平日・休日運休）

1990年頃に伊72（初代）が船子経由へ経路変更されて二代目となったが、2002年10月16日のダイヤ改正で伊71 - 73が全て廃止された。伊73は最末期は土曜夜間に1便が運行されるのみだった。
- 伊74（初代）：伊勢原駅北口 - 大神宮 - 東海大学病院 - 愛甲石田駅 - 愛甲原住宅

時期不詳だが愛甲石田駅発着へ短縮されて、2021年現在も運行を続けている。
- 伊75：伊勢原駅北口 - 大神宮 - 東海大学病院 - 高森団地

高森団地方面へは数路線が設定されていたが、2002年10月16日のダイヤ改正で大半が廃止され、現在までに全て廃止されている。
- 伊81：伊勢原駅南口 - 金山 - あやめの里 - 下落合 - 愛甲石田駅

1988年4月4日に新設されたあやめの里経由路線。1日10往復運行されたが、増便や減便などは一度も行われないまま、2003年10月20日に廃止された。運行経路自体は2011年の芝桜輸送シャトルバスが走行した。
- 伊83：伊勢原駅南口 - つきみ野団地 - 下小稲葉 - 田村車庫（土曜・休日運休）

2021年2月21日のダイヤ改正で廃止された。
- 伊84：下谷中央 → つきみ野団地 → 伊勢原駅南口（土曜・休日運休）

2024年5月20日のダイヤ改正で伊勢原駅方向のみ廃止されたが、最終運行日は同年5月17日だった。
- 伊85：伊勢原駅南口 - つきみ野団地 - 下小稲葉 - 下落合 - 岡田 - 旭町 - 本厚木駅南口（平日・土曜運休）

1998年に廃止された。最末期は休日のみ運行していた。
- 厚25：本厚木駅 - 合同庁舎 - アンリツ - 緑ヶ丘小学校 - 緑ヶ丘（循環）

厚木営業所との共同運行だったが、1999年に厚木へ完全移管された。
- 厚70：厚木バスセンター - 合同庁舎 - 赤羽根入口 - 船子 - 宮前 - 愛甲原住宅

1992年10月頃に厚71へ代替廃止された。
- 厚71：厚木バスセンター - 合同庁舎 - 赤羽根入口 - 船子 - ぐみだ - 愛甲原住宅（土曜・休日運休）

1992年10月頃に厚70の代替で新設されたが平日運行で、2002年10月16日のダイヤ改正で廃止された。
- 愛01：愛甲石田駅 - 道了尊入口 -（←高森団地入口）- 高森団地（土曜・休日運休）

1980年代中盤に新設され、のちに愛甲石田駅経由で高森団地と愛甲原住宅を結ぶ路線となったが、1987年10月6日に当路線と愛10（愛甲石田駅 - 宮前 - 愛甲原住宅）へ分割された。2010年4月12日に廃止されたが、最終運行日は4月9日だった。
- 愛01：愛甲石田駅 → 道了尊入口 → 高森団地（深夜バス）

2002年10月16日のダイヤ改正で愛10と同時に廃止された。
- 愛02（初代）：愛甲石田駅 - 高森団地
- 愛02（二代）：愛甲石田駅 - あかね台循環 - 愛甲石田駅
- 愛02（二代）：愛甲石田駅 - あかね台 - すみだ公園

2001年8月に平塚営業所へ移管された。
- 愛10：愛甲石田駅 - 宮前 - 愛甲原住宅

1987年10月6日に愛01（愛甲石田駅 - 高森団地）の分割によって新設されたが、2002年10月16日に愛01の深夜バスと同時に廃止された。
- 愛17（初代）：愛甲石田駅 - 上愛甲 - 広町橋 - 若宮橋 - 日産先行開発センター前 - 森の里青山 - 厚木西高校 - 森の里
- 愛17（初代）：森の里 → 厚木西高校 → 森の里青山 → 日産先行開発センター前 → 若宮橋 → 広町橋 → 上愛甲 → 愛甲石田駅（深夜バス）（土曜・休日運休）

2004年2月16日に愛19の代替で新設され、2005年11月28日には深夜バスも設定されたが、2007年5月7日のダイヤ改正で日産先進技術開発センター経由へ経路変更された。
- 愛17（二代）：森の里 → 厚木西高校 → 森の里青山 → 日産先進技術開発センター → 通信研究所 → 若宮橋 → 小野橋 → 広町橋 → 愛甲郵便局前 → 愛甲石田駅（深夜バス）（土曜・休日運休）

2005年11月28日のダイヤ改正で新設された深夜バスだが、2021年2月21日のダイヤ改正で廃止された。
- 愛18（初代）：愛甲石田駅 - 上愛甲 - 愛名入口 - 松蔭女子短大

時期不明だが広町橋経由へ経路変更された。
- 愛19（初代）：愛甲石田駅 - 上愛甲 - 広町橋 - 若宮橋 - 森の里青山

2003年4月1日のダイヤ改正で厚木から移管されたが、2004年2月16日に愛17（愛甲石田駅 - 小野橋 - 産先進技術開発センター - 森の里）へ代替廃止された。
- 愛21：愛甲石田駅 - 鳴瀬 - 愛甲原住宅

2002年10月16日のダイヤ改正で廃止された。
- 鶴11：鶴巻温泉駅 - 笠窪 - 本村 - 串橋下 - 東橋 - 串橋改善センター - 伊勢原車庫

2018年8月11日に系統番号が巻11へ変更された。
- 鶴12（初代）：鶴巻温泉駅 - 真田橋 - 寺尾 - 真田神社前 - 北久保 - 北金目入口 - 東海大学

1993年4月5日に新設された路線で、2014年4月11日に塚越古墳経由へ経路変更された。
- 鶴12（二代）：鶴巻温泉駅 - 真田橋 - 寺尾 - 真田神社前 - 北久保 - 塚越古墳 - 北金目入口 - 東海大学

2018年8月11日に系統番号が巻12へ変更された。
- 無番：伊勢原駅南口 -（直行）- 芝桜会場[21]

2011年に運行された芝桜会場へのシャトルバスで、運行経路は廃止されていた伊81と同一経路だった。
- 無番：伊勢原駅北口 -（直行）- 大山ケーブル
- 無番：伊勢原駅北口 -（直行）- 大山駅 - 大山ケーブル

2016年3月に運行されていた直行便で、同年3月26日の伊11（二代）へ発展的解消を遂げた。

## 車両
伊勢原営業所では1986年までは日野自動車製の車両のみ配置されており、一時期はほぼ全車が同じ仕様で占められていたことがあった。1987年にギャラリーバス「カナちゃん号」（三菱ふそう・エアロスター）が配置されてからは急速に三菱車の比率が高くなった。2005年12月からはいすゞ・エルガのOEM供給車である「日野・ブルーリボンII」も導入が始まり、2012年冬には平塚営業所から日産ディーゼル車、相模原営業所からいすゞ車が相次いで転入しており、大型車は4メーカーが揃った。しかし日産ディーゼル車は町田・多摩へ転出し、いすゞ車は廃車となったため、再び三菱・日野の2メーカーのみ配置されている。しかし、日野車は各営業所への転出車が徐々に増え始め、2016年春には相模原へ2台、夏には平塚へ3台、秦野へ1台が転出しており、当営業所の日野・ブルーリボンシティは配置が無くなった。
中型車は14台が配置されており、1台が三菱ふそう・エアロミディ-Sである他はいすゞ・エルガミオが導入されている。ワンステップバスが大半であったが、ノンステップバスは2014年度より伊勢原市からの補助金により導入が進んでいるほか、厚木と舞岡、横浜から1台ずつ、2017年12月に津久井から2台転入したエアロスターノンステップバスと、舞岡から転入したエアロスター-S（西日本車体工業製ボディ）も2台配置されている。さらに2016年3月にはいすゞ・エルガミオノンステップバスを8台導入されている。その後、2020年夏に、多摩営業所からM尺のエアロスターノンステップバスが3台転入した。
過去には、神奈中で初の車椅子リフトを装備したバスが配置されたこともあり、愛11（愛甲石田駅 - 神奈川リハビリ - 七沢病院）限定で使用されていたが、2008年に廃車された。当初は中扉にリフトが装備された車両（日産ディーゼルU-UA440LAN改）が使用されたが、車両代替時に前扉リフトを装備した車両（日産ディーゼルKC-UA460LAN改）に変更され、前扉に車椅子用リフトが装備されている車両は関東地方では珍しかった。また、1988年に2台導入された伊16（伊勢原駅北口 - 伊勢原車庫 - 栗原）専用車は、中型車ながら観光タイプの車体で、一般路線車としては初めてリクライニングシートが採用されていた。なお、現在の伊16は専用車が存在しない。
2005年2月1日、厚木市内でバスロケーションシステムが導入されたことに伴い、市内乗入れ可能車両はGPS装備・LED方向幕を装備した車両に限定される。ただし、愛甲石田駅発着で、愛甲石田駅以外の全ての停留所が伊勢原市内の路線については特に限定はない。
当所では三菱ふそう製の運転訓練車が1台と教習用車両が6台配置されていたが、2020年に研修センターが秦野営業所敷地内に移転したことにより、同時期に伊勢原所属及び舞岡所属の教習車が全て秦野へ転属された。運転訓練車は舞岡営業所から転属してきた元「YAMATE LINER」車両で、社番は表記されておらず、測定機器類が搭載されている。教習用の三菱ふそう・エアロスター（ワンステップ車で一般車からの用途変更）は外観は一般車と変わらないが、社番にある数字の前の文字は「い」ではなく教習用を示す「教」となっている。なお、2016年3月に教習車化された1台のみは「かなちゃん号」であるため外観が異なる。時々、他の営業所から車両を借り入れて教習を行うこともある。
当営業所の所属車両には、リアの窓に大山阿夫利神社の交通安全ステッカーが貼付されている。

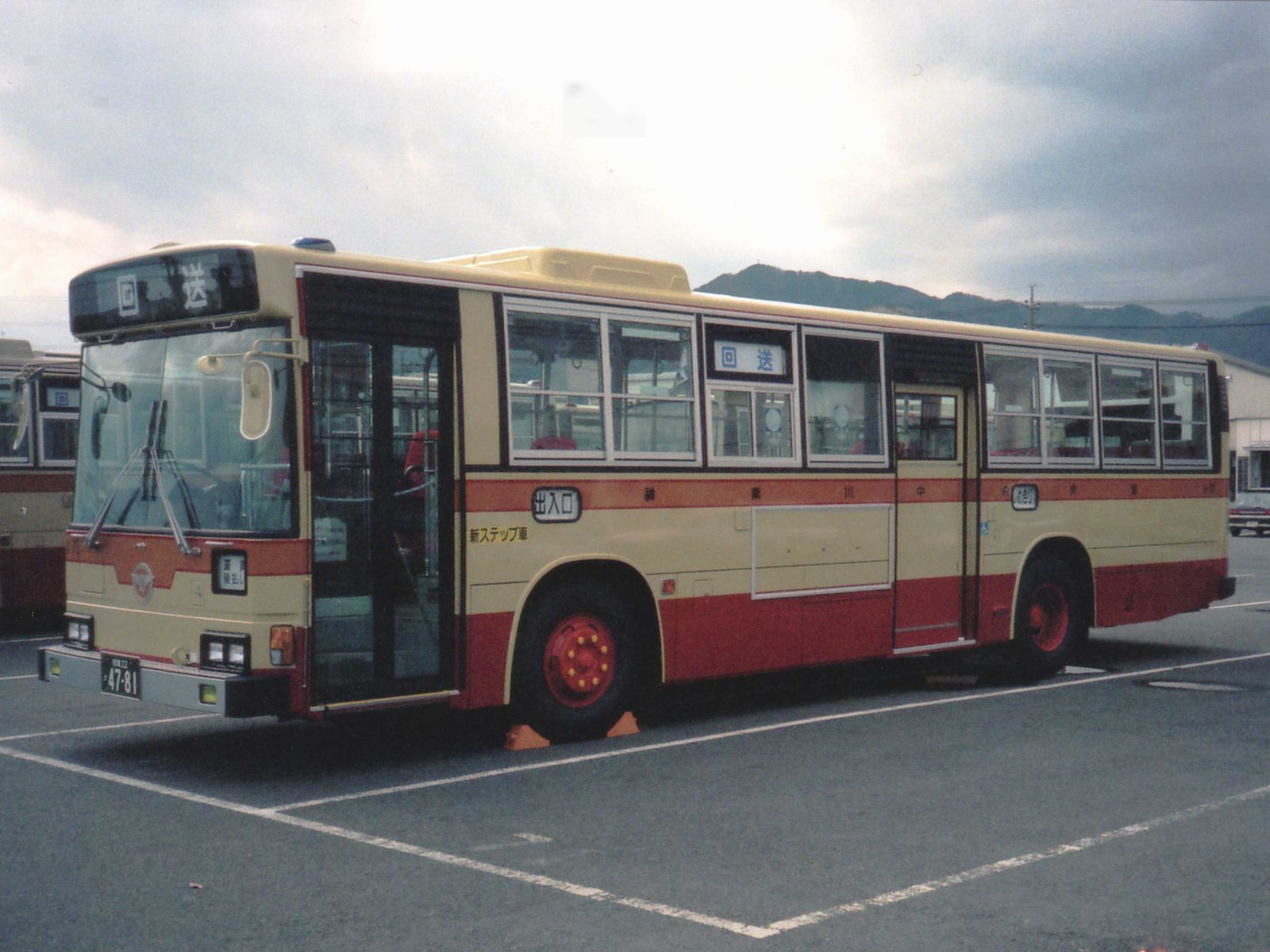
過去の車両：日野ブルーリボン(い70)
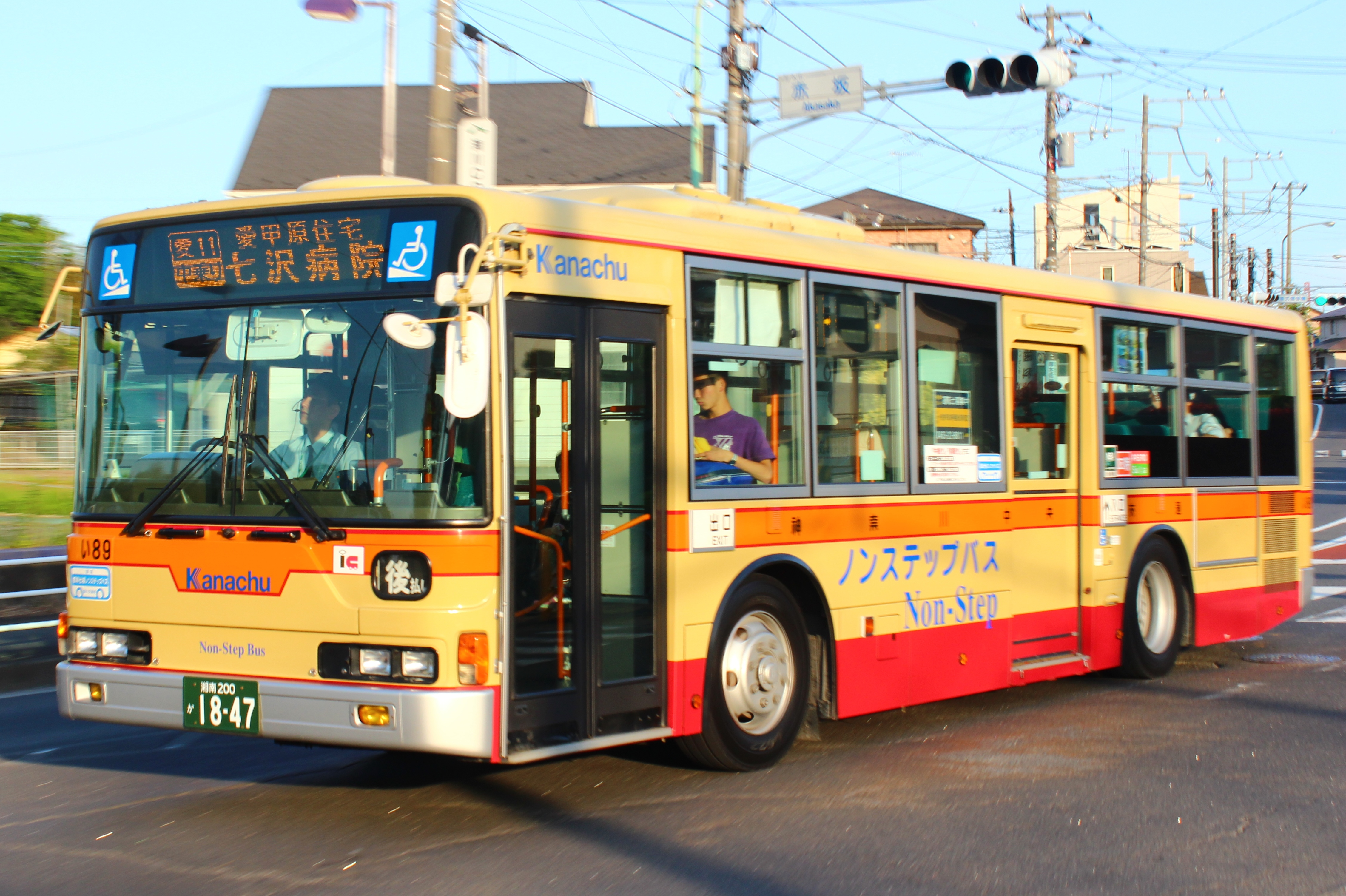
三菱MP37エアロスター(い89)※現在は厚木営業所へ転属
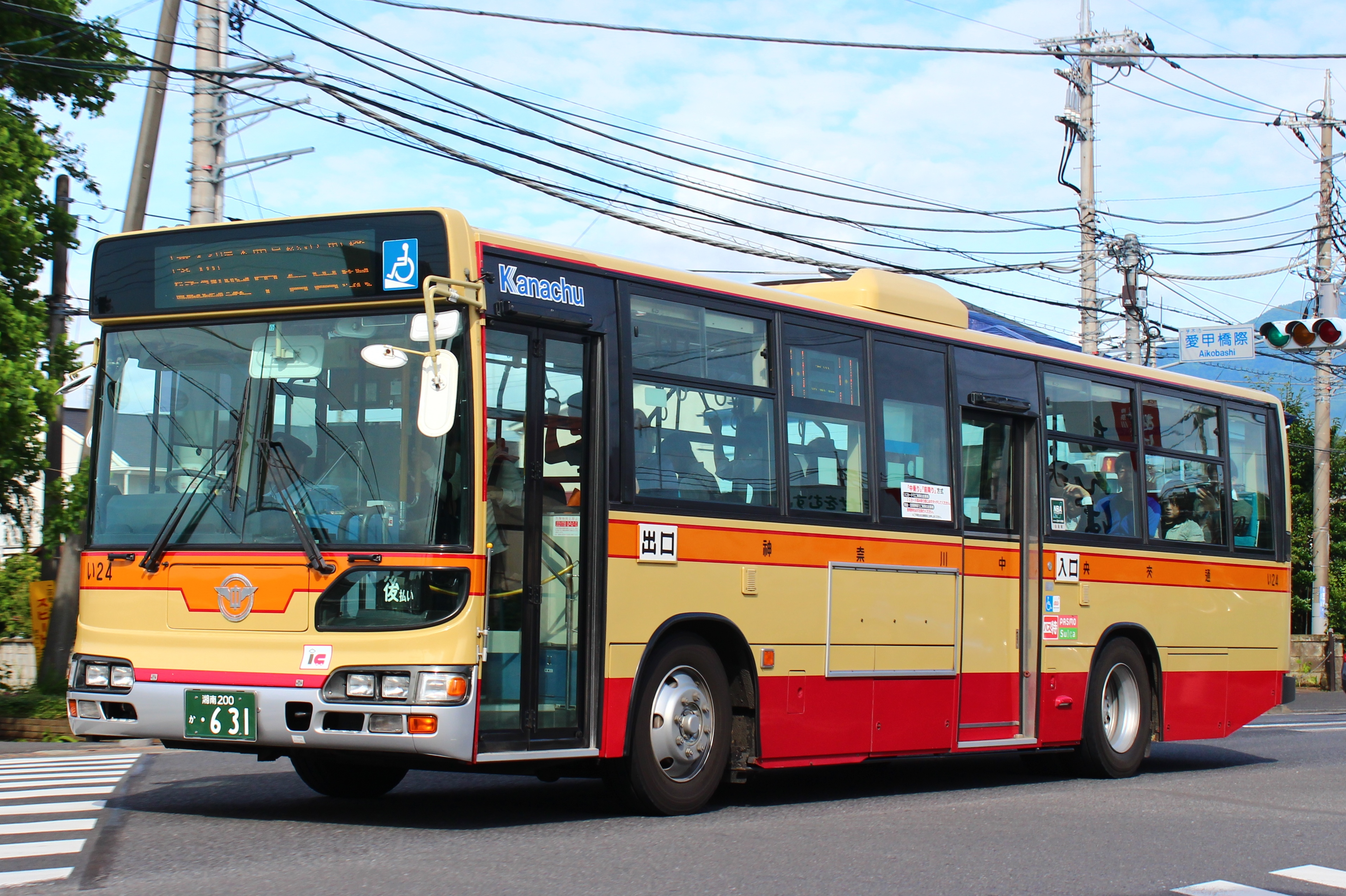
日野ブルーリボンシティ(い24)※現在は平塚営業所へ転属
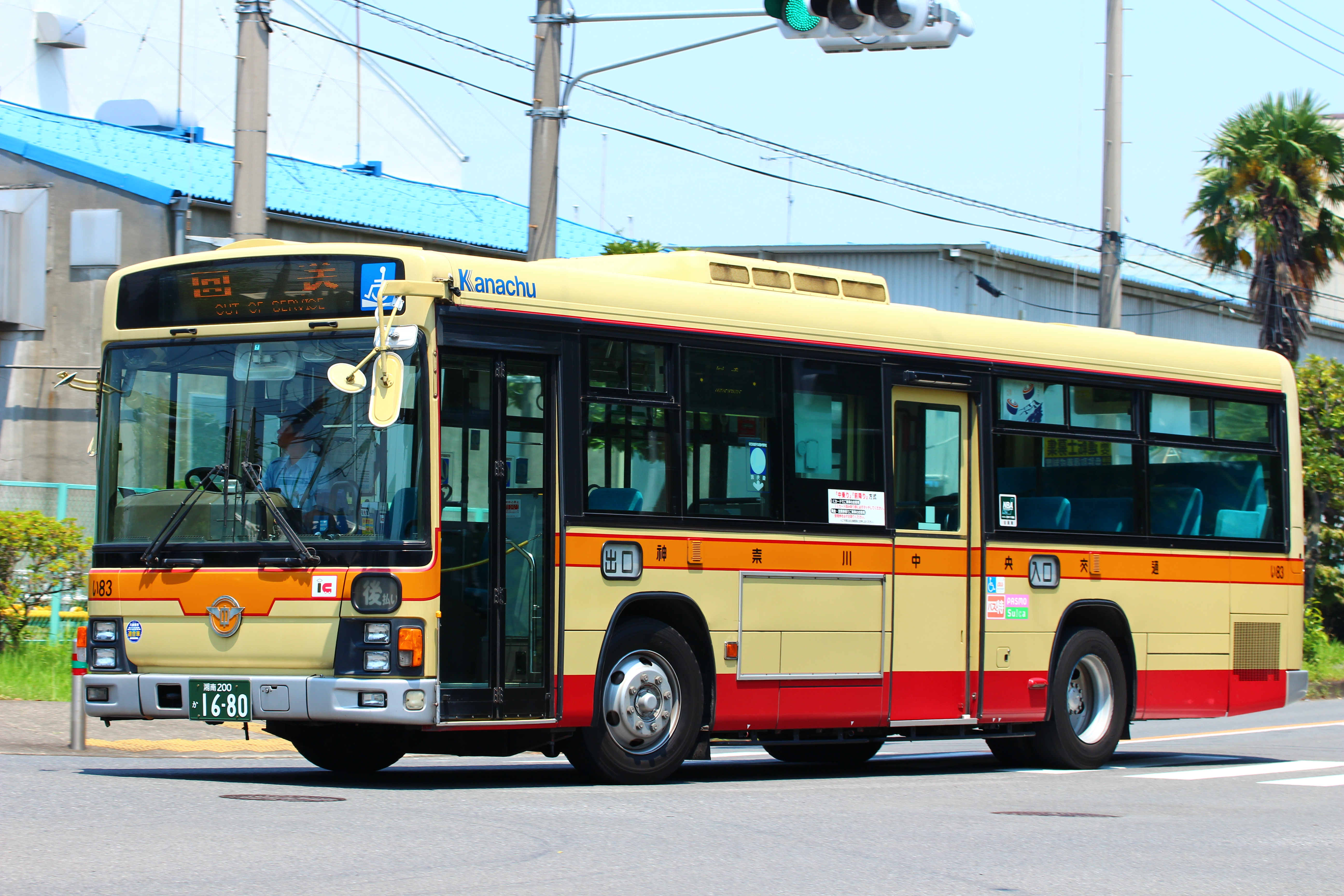
過去の車両：いすゞエルガ(い83)
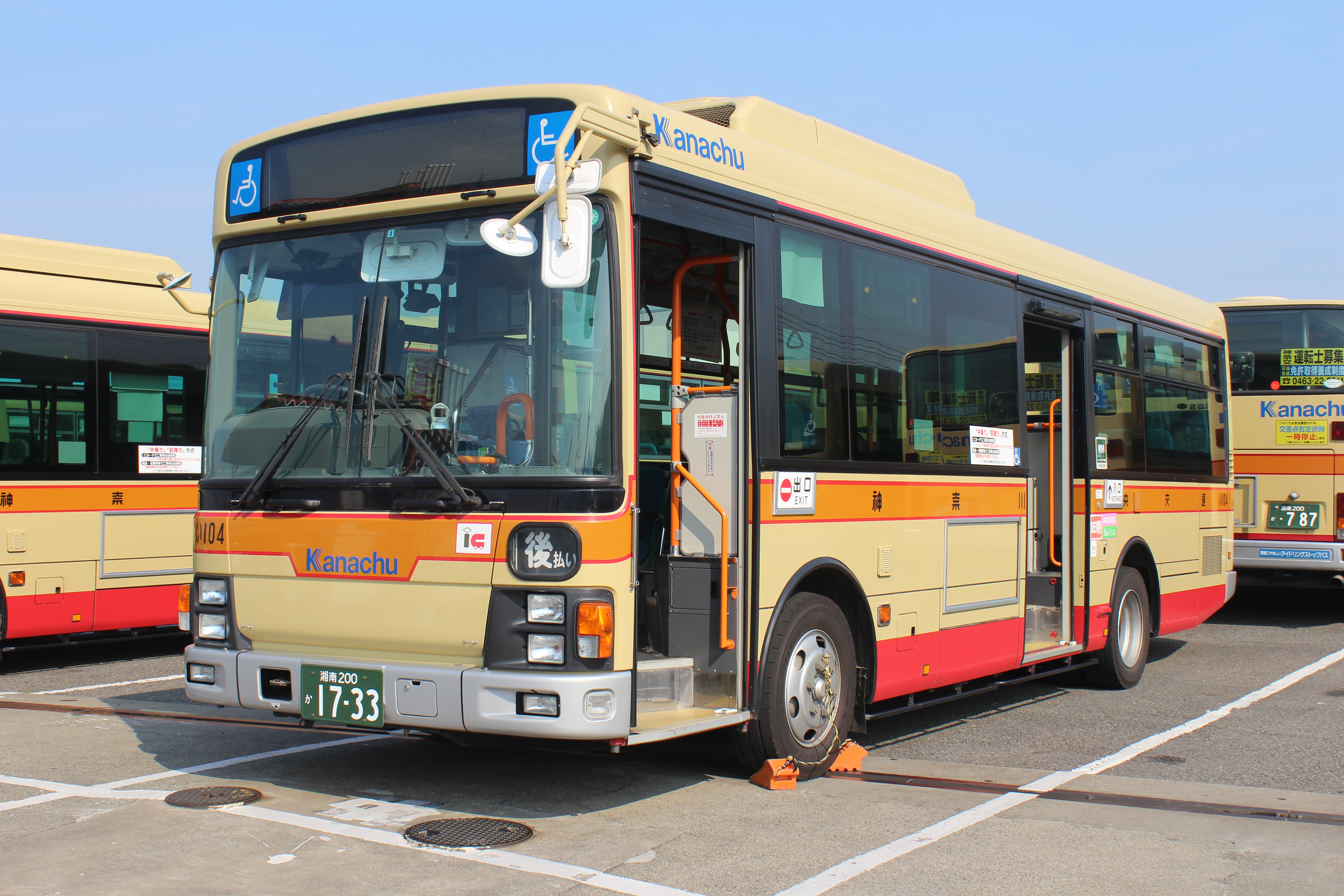
いすゞエルガミオ(い104)
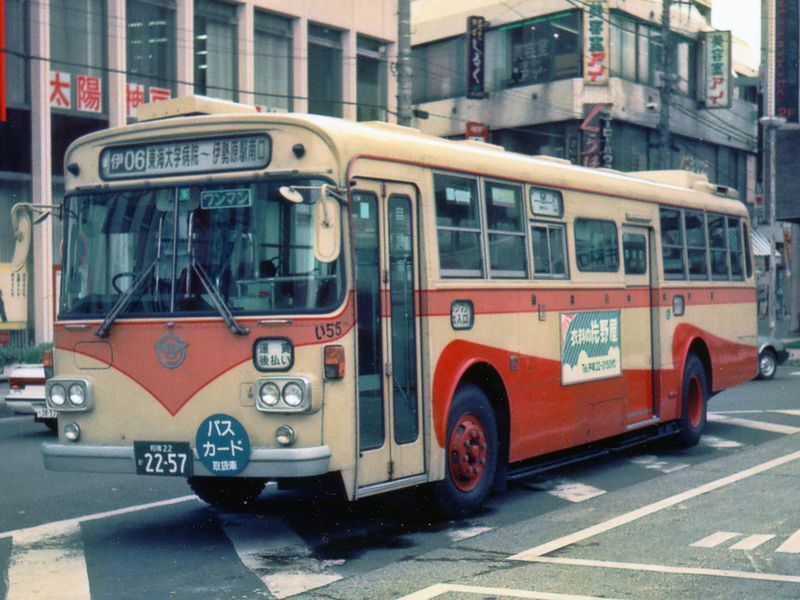
過去の車両：日野K-RC321改(い55)
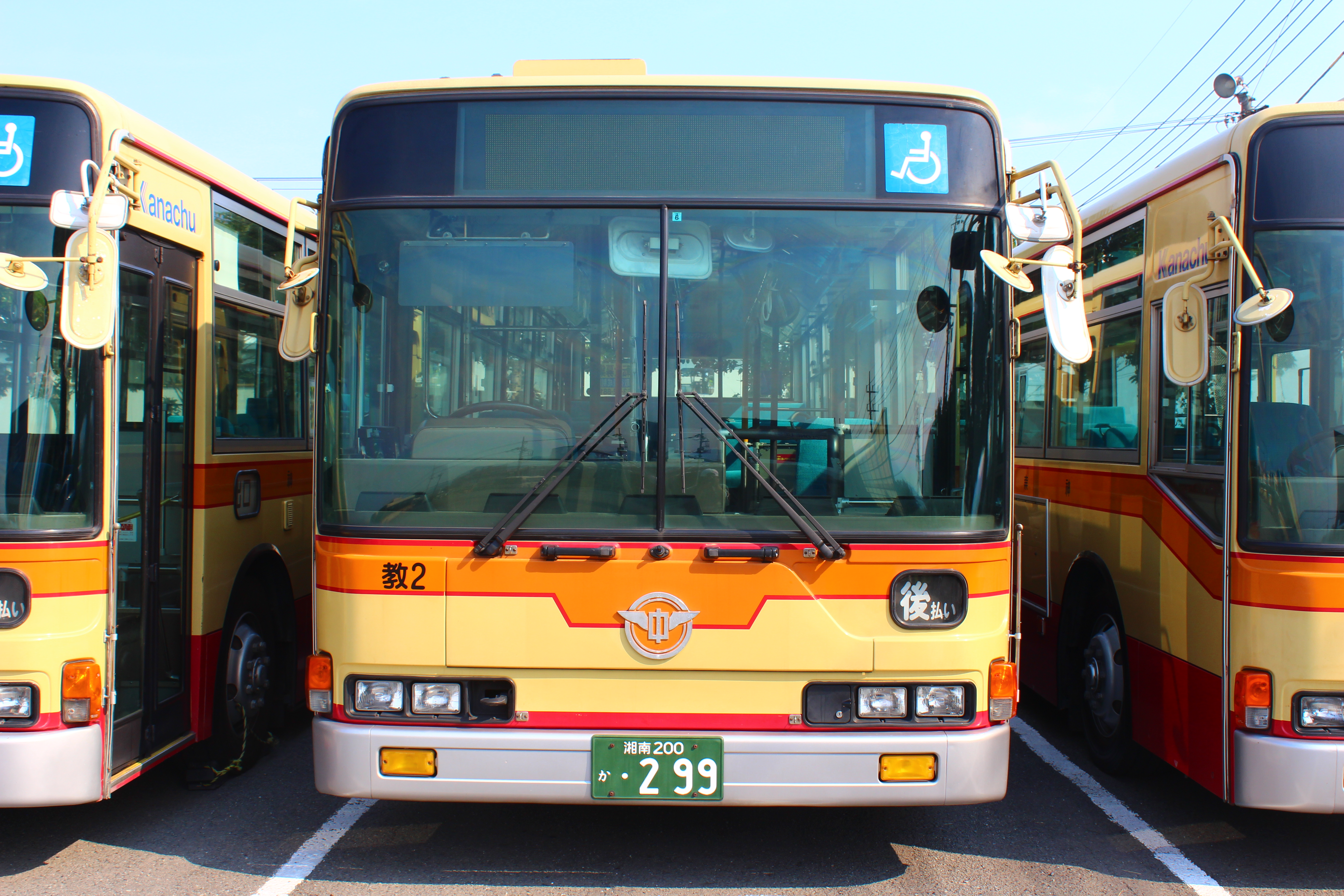
一般車からの用途変更で教習車になった車両(教2)